# Kristina Pimenova
Kristina Pimenova, née Kristina Ruslanovna Pimenova (en russe : Кристина Руслановна Пименова) le 27 décembre 2005 à Moscou, est une mannequin et actrice russe.
Elle compte plus de 2,6 millions d'abonnés sur son compte Instagram.

## Biographie

### Jeunesse
Kristina Ruslanovna Pimenova naît le 27 décembre 2005 à Moscou. Son père, Ruslan Pimenov, est ancien footballeur et sa mère, Glikeriya Shirokova, ancienne mannequin.

### Carrière

#### Mannequin
À l'âge de 3 ans, elle commence le mannequinat, après que sa mère a envoyé des photos d'elle à l'agence pour enfant President Kids. À l'âge de 8 ans, elle travaille avec Armani, Guess, Benetton, Fendi, Dolce & Gabbana et Ermanno,
En 2013, pratiquant la Gymnastique rythmique et sportive (GRS) coachée par l'ancienne championne du monde Olga Kapranova à Moscou, elle participe à un tournoi de gymnastique organisé au Tatarstan par Alina Kabaeva , dans lequel elle gagne une médaille d'or.
En 2014, les magazines Women Daily et Daily Postal la qualifient « plus belle fille du monde »,,. 
En avril 2015, elle apparaît sur la couverture du magazine Vogue Kids.
Après 2015, elle déménage en Californie avec sa mère. Un documentaire à propos d'elle a été diffusé sur RTL télévision[Quand ?].

#### Actrice
En 2016, dans une interview pour le magazine Posh Kids, elle fait part de son vœu de devenir actrice et réalisatrice.

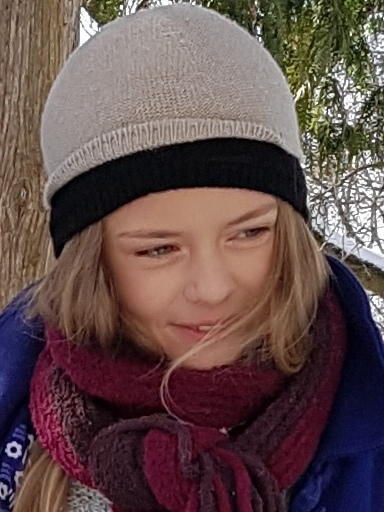
Kristina Pimenova dans La Mariée russe (2018).

En 2018, elle joue un rôle dans son premier long métrage américain, le thriller horrifique La Mariée russe (The Russian Bride) de Michael S. Ojeda. En 2019, elle apparaît en petite fille qui chante dans le film de science-fiction italien Creators: The Past de Piergiuseppe Zaia.

## Polémique
En 2014, lorsque sa mère s'occupait de ses réseaux sociaux, elle est très souvent critiquée par rapport à l’hyper-sexualisation de sa fille. À la suite de quoi elle a répondu que les photos étaient totalement innocentes et que « vous devez penser comme des pédophiles pour voir quelque chose de sexuel dans ces photos ».

## Filmographie

### Cinéma
- 2018 : La Mariée russe (The Russian Bride) de Michael S. Ojeda : Dasha
- 2019 : Creators: The Past de Piergiuseppe Zaia : la petite fille qui chante[11]